# Valses nobles et sentimentales (Ravel)
Els Valses nobles et sentimentales són una suite de valsos composta per Maurice Ravel. La versió per a piano es va publicar el 1911, i una versió orquestral el 1912. El títol va ser escollit en homenatge a Franz Schubert, que l'any 1823 havia estrenat col·leccions de valsos titulades Valses nobles i Valses sentimentales. L'edició per a piano es va publicar amb una cita d'Henri de Régnier: "...el plaer deliciós i per sempre nou d'una ocupació inútil".
La suite conté una barreja eclèctica de música impressionista i modernista, que és especialment evident en la versió orquestrada.

## Història de la composició
Ravel estava intrigat pel gènere del vals. L'any 1906 havia començat a compondre el que després seria La valse, en què intentava resumir tot el que englobava aquest gènere popular. El 1911, abans de la publicació del 1920 de La valse, publicà la versió per a piano de la seva suite de vuit Valses nobles et sentimentales. L'obra va ser interpretada per primera vegada el 9 de maig de 1911 pel pianista Louis Aubert, a qui l'obra està dedicada, en una representació d'obres noves on els compositors eren anònims. Va ser patrocinat per la Société musicale indépendante per promocionar les obres de compositors més aventurers, sense "carregar" la crítica amb les etiquetes d'autoria adjuntes. Això, en teoria, havia d'animar els crítics a avaluar el que realment escoltaven en lloc de simplement jutjar la peça pel nom del compositor. La col·lecció de peces no va tenir bona acollida. Quan es van comptabilitzar els vots, els compositors nominats incloïen Erik Satie, Charles Koechlin, Vincent d'Indy i fins i tot Zoltán Kodály, però "una majoria minuciosa", va recordar Ravel, "em va atribuir la paternitat dels Vals". La resta del concert va incloure obres d' Antoine Mariotte, Léo Sachs, Désiré-Émile Inghelbrecht, Henri Büsser, Édouard Mignan, Hector Fraggi, Lucien Wurmser i François Couperin.

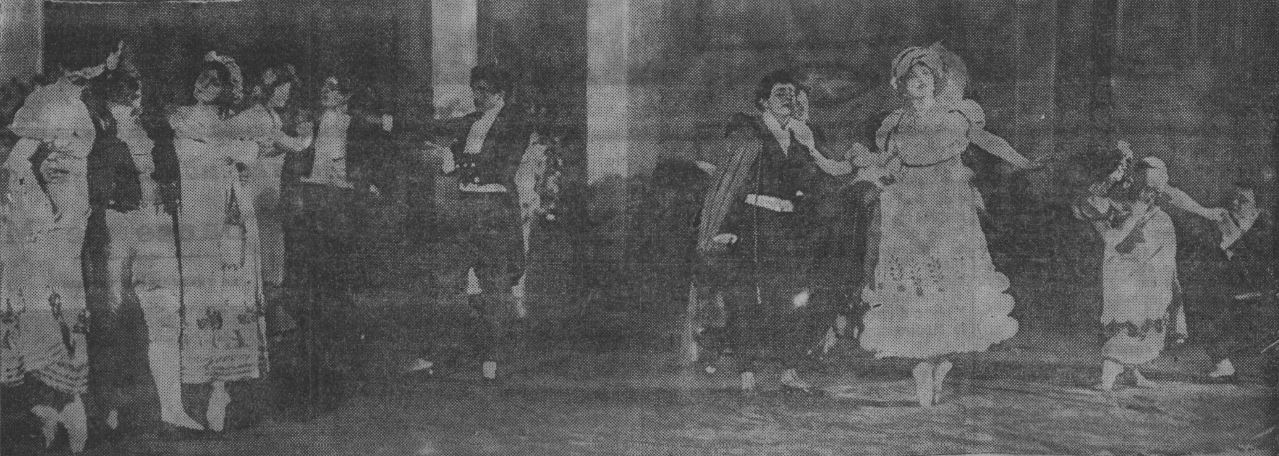
Trouhanowa i Bekefi a Adélaïde, 1912

L'any següent es va publicar una versió orquestrada dels valsos. Aquest treball indicava que el compositor volia crear un so orquestral "més clar" del que havia estat el cas de l'anterior Ma mère l'Oye.
La versió de ballet orquestrada dels Valses nobles et sentimentales es va anomenar Adélaïde, ou le langage des fleurs (Adelaida: La llengua de les flors). Hi ha una semblança sorprenent entre aquesta història i la trama de La traviata de Giuseppe Verdi basada en la novel·la i obra teatral La Dame aux Camélias d'Alexandre Dumas (fill).

## Estructura
A l'obra és evident que Ravel es volia identificar amb Franz Schubert. Com deia ell mateix, "El títol indica prou la meva intenció de compondre una successió de valsos, seguint l'exemple de Schubert". Tanmateix, a diferència de Schubert (que en realitat va escriure valsos nobles i sentimentals diferenciats en dos volums, malgrat que actualment se solin publicar junts) Ravel no va diferenciar els valsos nobles dels sentimentals. A part del nom i la forma del vals hi ha poca similitud entre les obres de Ravel i Schubert.

Una actuació típica dels vuit valsos dura 15 minuts. Estan etiquetats de la següent manera:
1. Modéré – très franc
2. Assez lent – avec une expression intense
3. Modéré
4. Assez animé
5. Presque lent – dans un sentiment intime
6. Vif
7. Moins vif
8. Épilogue: lent

L'arranjament orquestral de la peça està escrit per a una formació de dues flautes, dos oboès, corn anglès, dos clarinets (en si ♭ i la), dos fagots, quatre trompes (en fa), dues trompetes, tres trombons, tuba, timbals, tamborí, plats, tambor, glockenspiel, triangle, bombo, celesta, dues arpes i cordes.
| Nom                                          | Tonalitat       | Nom                                        | Tonalitat |
| -------------------------------------------- | --------------- | ------------------------------------------ | --------- |
| I. Modéré - très franc                       | Sol major       | V. Presque lent - dans un sentiment intime | Mi major  |
| II. Assez leng - avec une expression intense | Sol menor       | VI. Vif                                    | Do major  |
| III. Modéré                                  | Sol major       | VII. Moins vif                             | La major  |
| IV. Assez animé                              | La bemoll major | VIII. Épilogue: lent                       | Sol major |